# 613 TCN
613 TCN là một năm trong lịch La Mã.